# Sybistroma setosa
Sybistroma setosa är en tvåvingeart som beskrevs av Ignaz Rudolph Schiner 1861. Sybistroma setosa ingår i släktet Sybistroma och familjen styltflugor. Inga underarter finns listade i Catalogue of Life.